# Finsk Ungdom

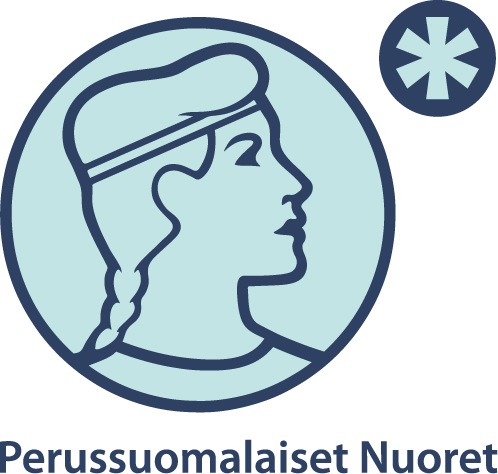
Finsk Ungdoms logotyp.

Finsk Ungdom (finska: Perussuomalaiset Nuoret) är det finska partiet Sannfinländarnas ungdomsförbund.  Organisationen grundades 1997 och nuvarande ordförande är Samuli Voutila. Medlemskapet är öppet för alla mellan 15 och 35 år och medlemmarna är inte automatiskt knutna till moderpartiet.

## Fotnoter
1. ↑  ”Sannfinländarnas unga heter Finsk Ungdom”. Arkiverad från originalet den 8 oktober 2015. https://web.archive.org/web/20151008201013/http://www.abounderrattelser.fi/news/2015/06/sannfinlandarnas-unga-heter-finsk-ungdom.html. Läst 13 september 2015.
2. ↑  ”Perussuomalaiset saivat oman nuorisojärjestön”. Helsingin Sanomat. Läst 20/1/1997.
3. ↑  Jukka-Pekka Räsänen (5 november 2017). ”Samuli Voutila jatkaa PS Nuorten johdossa” (på (finska)). http://www.savonsanomat.fi/kotimaa/Kuopiolainen-Samuli-Voutila-jatkaa-PS-Nuorten-johdossa/1065535. Läst 14 november 2017.
4. ↑  ”Perussuomalaiset Nuoret - Jäseneksi!”. www.ps-nuoret.fi. Arkiverad från originalet den 17 november 2015. https://web.archive.org/web/20151117185445/http://www.ps-nuoret.fi/jaseneksi. Läst 13 september 2015.